# Кудряшов, Олег Александрович
Оле́г Алекса́ндрович Кудряшо́в (26 января 1932, Москва — 13 сентября 2022, Москва) — советский, российский и британский график, живописец, скульптор и мультипликатор. Лауреат Государственной премии Российской Федерации (2000).

## Биография
Олег Кудряшов родился 26 января 1932 года в Москве. С 1942 по 1947 год учился в изостудии при районном Доме пионеров, с 1949 по 1951 год — в Московской детской художественной школе им. И. Э. Грабаря. После службы в армии с 1956 по 1958 году учился на курсах мультипликаторов при киностудии «Союзмультфильм». В 1961 году был принят в Московскую организацию Союза художников РСФСР.
В конце 1950-х годов работал в техниках офорта, линогравюры, ксилографии. Выполнял жанровые сценки, пейзажи, иллюстрации («Шахты»; к роману «Жерминаль» Э. Золя, роману «История одного города» М. Е. Салтыкова-Щедрина и другие). Несколько раз принимал участие в выставках неофициального искусства, но не входил в круг художников-нонконформистов. С конца 1960-х занимался гравюрой в технике сухой иглы. Столкнувшись с ограничением свободы творчества в СССР, в 1974 году эмигрировал в Великобританию, а в 1985 году стал британским подданным. Перед эмиграцией сжёг около 6000 своих работ, не разрешённых к вывозу, поэтому раннее его творчество известно мало.
Как отмечал искусствовед К. В. Дудаков-Кашуро, с 1978 года он «создавал самобытный синтез графики, монументального искусства и скульптуры на базе своих более ранних опытов (1957) с объёмно-пространственной графикой — беспредметные рельефы и скульптуры». Работы создавались из жести, бумаги или картона (иногда в сочетании) и раскрашивались. На основе сброшюрованных в «книги» графических листов Кудряшов создал новый жанр книжной анимации, назвав его «мультипликатом». Создавал цветные абстрактные скульптуры из стали. Свои абстрактные и фигуративные графические работы Кудряшов зачастую назвал «досками» с указанием номера. По словам К. В. Дудакова-Кашуро, в этих работах «спонтанность и экспрессивность уравновешены самобытным подходом к материалу и технической проработанностью». Его манерой было нанесение изображение на поверхность цинкового листа без какой-либо предварительной подготовки. Некоторые отпечатки от составлял в композиции: диптихи и триптихи. В 1980 году начал добавлять в гравюры сухой иглой цвет при помощи акварели, темперы и гуаши. В конце 1980-х годов создавал перформансы, основанные на взаимодействии с крупноформатными графическими объектами. В начале 1990-х выполнял рисованные мультфильмы, выпускал экспериментальные фильмы с использованием своих работ. В 1997 году переехал в Москву.
По мнению К. В. Дудакова-Кашуро, «композиционно напряжённые, внутренне драматичные, нередко абсурдистски-ироничные и гротескные, работы Кудряшова лишь отчасти отсылают к экспрессионизму, кубизму, супрематизму, конструктивизму, так как при определённой стилистической схожести они не цитируют элементы формального языка и не вдохновлены утопическими моделями этих направлений авангардизма, но основываются в большей степени на сугубо личном, нередко автобиографическом опыте … , литературных и художественных источниках, от рисунков старых мастеров и русского авангарда до иконописи … и лубка, в значительной степени — на впечатлениях от городской среды и жизни в индустриальном ландшафте Москвы и Лондона».

## Сочинения
- А потому. Четыре новеллы художника в листах книжной анимации. М., 2014.